# La Dou Vella
La Dou Vella és una obra de la Vall d'en Bas (Garrotxa) protegida com a bé cultural d'interès local.

## Descripció
És una casa situada a una elevació del terreny, seguint la seva irregularitat. És de petites dimensions i està orientada a l'oest.
Sorprèn l'harmonia d'aquesta casa, a la que se li han incorporat dos cossos a banda i banda que han accentuat la seva simetria.
No hi ha elements de cap estil en concert, però en una llinda sobre la finestra hi ha la següent inscripció: "Jaume Vila i Dou me fecit 1415".

## Història
La Dou Vella o Cabana de la Dou, situada sobre el mas Paiola, ja és documentada l'any 1300, si bé ja es tenen notícies de la família Dou al segle xiii. Aquest mas quedà supeditat a la masia Dou del mateix propietari i no tingué el desenvolupament de la masia principal.